# Conus furnae
Conus furnae é uma espécie de gastrópode do género Conus, pertencente a família dos conídeos. É endémica das águas da ilha Brava, em Cabo Verde.